# Bactris pilosa
Bactris pilosa är en enhjärtbladig växtart som beskrevs av Gustav Karl Wilhelm Hermann Karsten. Bactris pilosa ingår i släktet Bactris och familjen Arecaceae. Inga underarter finns listade i Catalogue of Life.